# 克拉克斯維爾 (印地安納州漢密爾頓縣)
克拉克斯維爾（英語：Clarksville）是位於美國印地安納州漢密爾頓縣的一個非建制地區。該地的面積和人口皆未知。